# Latterman
Latterman est un groupe de punk rock américain, originaire de Huntington, à Long Island, New York. Ses deux premiers albums sont salués et encensés par une grande partie de la presse musicale alternative, comme Maximumrocknroll ou Alternative Press aux États-Unis, ainsi que sur les sites spécialisés : une large compilation de chroniques est consultable sur la page consacrée au groupe sur le site de Deep Elm. Le groupe se sépare en 2007.

## Biographie

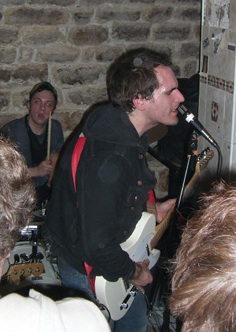
Pat et Phil, de Latterman, en concert à Paris, en France, le 7 avril 2006.

Le groupe est formé en 2000 à Huntington, Long Island, et par la suite signé au label Deep Elm Records. Latterman fait partie des quelques jeunes groupes, comme A Wilhelm Scream qui gagnent rapidement le respect de la scène punk par leur éthique. Ils sont parfois comparés à Against Me! ou aux Bouncing Souls. Le groupe publie un premier album studio intitulé Turn Up the Punk, We'll Be Singing en 2002. Vient ensuite un deuxième album studio, No Matter Where We Go... !, en 2005.
Ils effectuent une première tournée européenne intensive tout au long des mois d'avril et de mai 2006. Leur dernier album, ... We Are Still Alive, qui reprend la même formule qui a fait le succès du groupe, est publié le 22 août 2006 au label Deep Elm Records. L'album atteint la 4e place du top 20 des meilleurs albums de 2005 établi par punknews.org. Il est également bien accueilli par l'ensemble de la presse spécialisée,,.
.
Le 18 octobre 2007, Matt Canino confirme dans une lettre à punknews.org les rumeurs circulant depuis quelques mois, à savoir la séparation du groupe : « Après sept ans d'activité, il est temps de se ranger. »
En fin juillet 2011, punknews.org confirme deux concerts de réunion du groupe en décembre la même année, avec les formations No Matter Where We Go... et Turn Up the Punk... qui comprennent Phil Douglas, Matt Canino, Pat Schramm et Mike Campbell..

## Style musical et thèmes
Le quatuor joue un punk rock énergique, aux guitares agressives et au chant rauque et parfois crié, proche du hardcore mélodique, mais Latterman prêtait aussi attention aux mélodies et aux refrains, toujours entraînants et propices à être repris en chœur. Les paroles cherchent à être positives, qu'elles traitent de thèmes politiques chers aux punks : pacifisme, antiracisme, féminisme, etc., ou plus personnels, comme l'amitié, l'engagement au sein de sa communauté ou la fidélité à soi-même.

## Membres

### Derniers membres
- Phil Douglas - guitare, chant
- Matt Canino - basse, chant
- Brian Crozier - guitare
- Pat Schramm  - batterie

### Anciens membres
- Dan « The Meat » Sposato
- Bryce « Morrissey » Hackford
- Mike « MR » Campbell
- Jeff « El Hefe » Cunningham

## Discographie

### Albums studio
- 2002 : Turn Up the Punk, We'll Be Singing
- 2005 : No Matter Where We Go... !
- 2006 : ... We Are Still Alive

### Autres
- 2000 : None of These Songs Are About Girls (démo)
- 2001 : The Hope Machine (compilation)
- 2001 : Young Til I Die (compilation)
- 2002 : Commercial: Traffic Violation Records (compilation)
- 2005 : Live at the Milestone - June 2005 (DVD)
- 2007 : This Was Supposed to be a Celebration (compilation)